# Дембіна (Західнопоморське воєводство)
Дембіна (пол. Dębina) — село в Польщі, у гміні Старе Чарново Грифінського повіту Західнопоморського воєводства.
Населення — 311 осіб (2011).
У 1975-1998 роках село належало до Щецинського воєводства.

## Демографія
Демографічна структура станом на 31 березня 2011 року:
|          | Загалом | Допрацездатний вік | Працездатний вік | Постпрацездатний вік |
| -------- | ------- | ------------------ | ---------------- | -------------------- |
| Чоловіки | 167     | 36                 | 113              | 18                   |
| Жінки    | 144     | 29                 | 86               | 29                   |
| Разом    | 311     | 65                 | 199              | 47                   |